# Anton von Winzor
Il barone Anton von Winzor (1844 – Vienna, 1910) è stato un politico austriaco.
Dal 1907 al 1909 fu Governatore di Bosnia-Erzegovina durante l'occupazione dell'area da parte dell'Impero austro-ungarico e primo governatore delle due regioni dopo la definitiva annessione del territorio all'Impero nel 1908
Ritiratosi dalla carriera politica nel 1909 col titolo di barone, morì a Vienna l'anno successivo.